# Earl Cooper

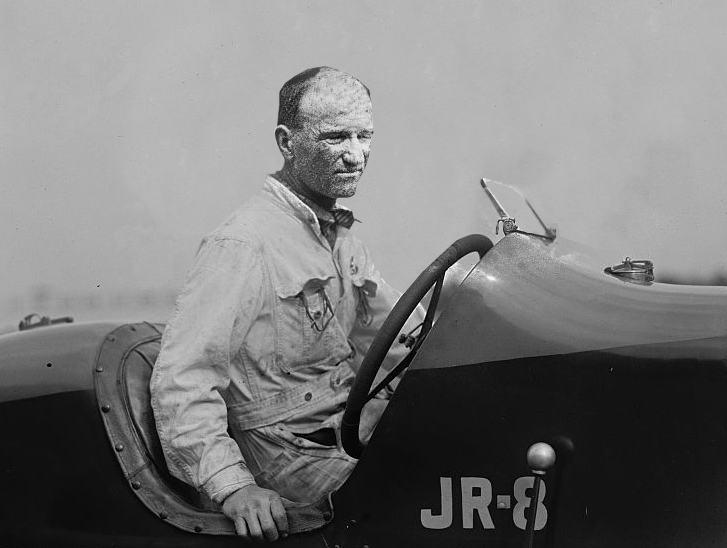
Earl Cooper 1925

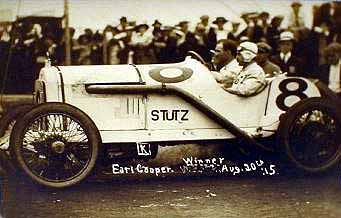
Earl Cooper bei einem 300-Meilen-Rennen in Elgin am 20. August 1915

Earl Cooper (* 2. Dezember 1886 in Broken Bow, Nebraska; † 22. Oktober 1965 in Atwater, Kalifornien) war ein US-amerikanischer Automobilrennfahrer.

## Karriere
Cooper begann seine Rennfahrerkarriere im Jahr 1908 in San Francisco mit einem geliehenen Fahrzeug. Er gewann das Rennen aber verlor daraufhin seine Arbeit als Mechaniker, da er bei diesem Rennen einen seiner Vorgesetzten besiegte. Im Jahr 1912 ging er zum Stutz-Team. 1913 gewann er sieben der acht bedeutendsten Rennen des Jahres und wurde Zweiter im übrigen. Er wurde von der Zeitschrift Motor Age zum besten Fahrer der Saison gewählt. Im Film The Speed Kings trat er an der Seite von Mabel Normand als er selbst auf. Im Jahr 1914 nahm er wegen einer Verletzung an keinen Rennen teil. Auch die ersten Monate der Saison 1915 musste er noch pausieren und wurde zum zweiten Mal zum besten Fahrer der Saison gewählt. Auch 1916 konnte er nicht vom Beginn an dabei sein, da Stutz aus dem Rennsport ausstieg, und belegte somit nur Rang fünf in der nationalen Meisterschaft.
Für die Saison 1917 wurde an ihn 1927 rückwirkend ein dritter (inoffizieller) Titel nach 1913 und 1915 vergeben. Danach zog er sich vom Vollzeit-Rennsport zurück und ging in den kommenden Jahren nur noch gelegentlich bei Rennen an den Start. So startete er unter anderem 1919 beim Indianapolis 500 und ersetzte 1921 Joe Thomas, der sich im Oktober dieses Jahres einen Arm brach. Als Ersatzmann gewann er ein 200-Meilen-Rennen in Fresno.
Im Jahr 1922 kehrte Cooper zum Vollzeit-Rennsport zurück und gewann in der Saison 1923 fünf Rennen. 1924 führte er das Indianapolis 500 nach 400 Meilen an, als er wegen eines Reifenplatzers einen Boxenstopp einlegen musste. Er kam als Zweiter zurück auf die Strecke und erkämpfte sich die Führung zurück, als nur noch 30 Meilen zurückzulegen waren. Gerade als er Joe Boyer passierte, platzte erneut ein Reifen und der damit verbundene Boxenstopp zwang ihn dazu, sich mit dem zweiten Rang zufriedenzugeben. Auch 1925 startete Cooper in Indianapolis und bei seinem letzten Start 1926 konnte er die Pole-Position erobern. 1928 zog er sich vom Rennsport zurück.